# Bonellia suhmii
Bonellia suhmii är en djurart som tillhör fylumet skedmaskar, och som beskrevs av Selenka, E. 1885. Bonellia suhmii ingår i släktet Bonellia och familjen Bonelliidae. Inga underarter finns listade i Catalogue of Life.